# Pediocactus nigrispinus
Pediocactus nigrispinus är en kaktusväxtart som först beskrevs av Fritz Hochstätter, och fick sitt nu gällande namn av Fritz Hochstätter. Pediocactus nigrispinus ingår i släktet Pediocactus och familjen kaktusväxter. Inga underarter finns listade i Catalogue of Life.

## Bildgalleri

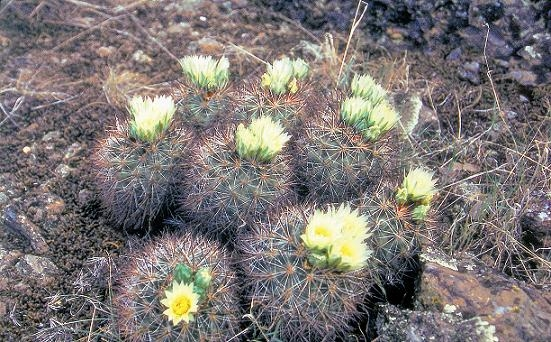
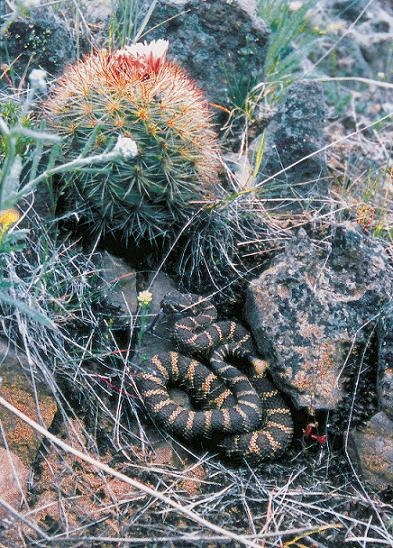
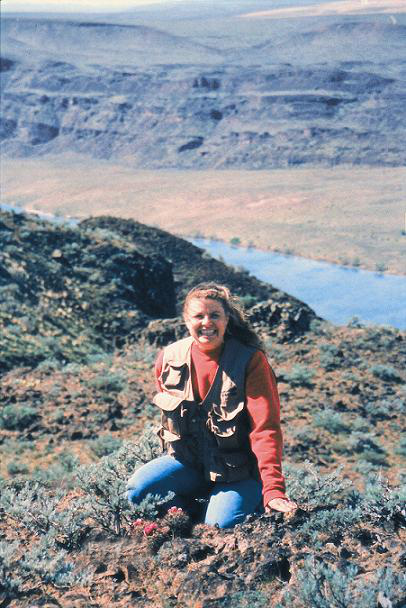
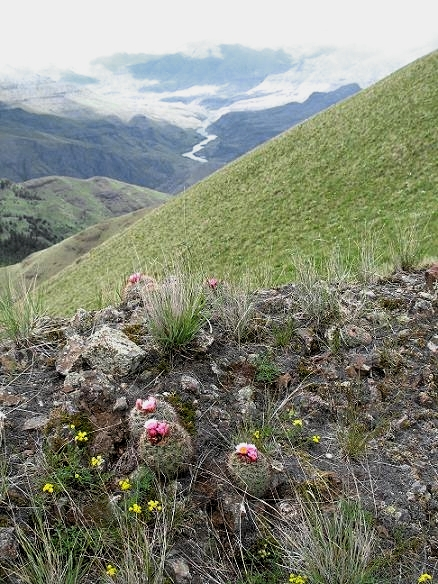
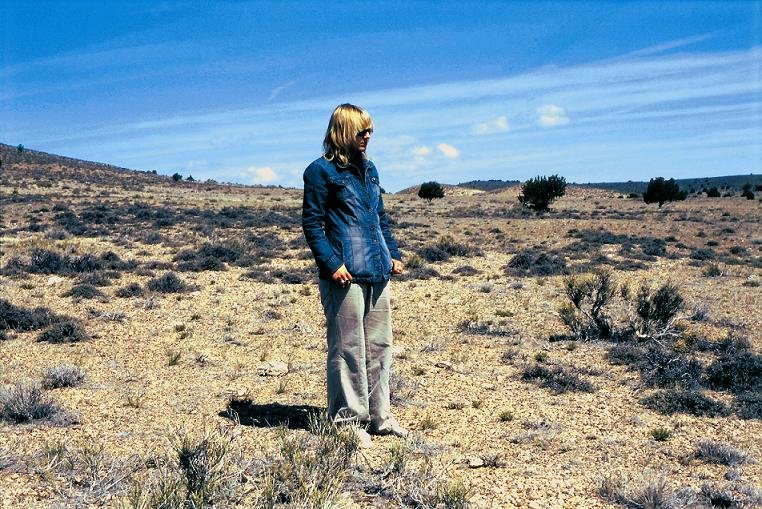
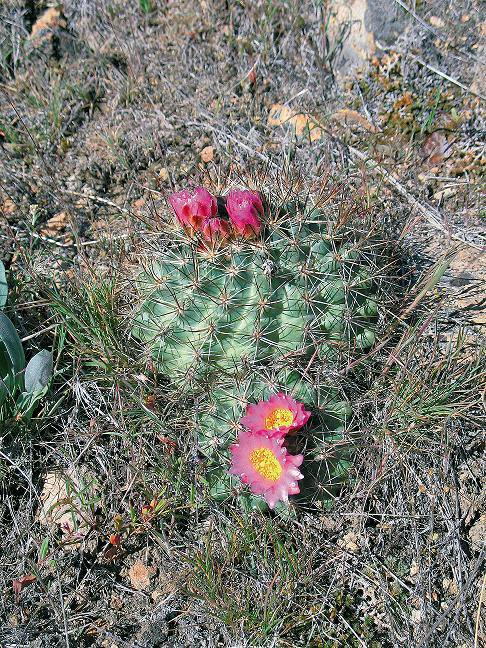